# Sandman: La casa de muñecas
Sandman: La casa de muñecas (en inglés, The Sandman: The Doll's House) es la segunda novela gráfica de la colección de historietas de The Sandman, creada por Neil Gaiman y publicada por DC Comics.
Está dibujada principalmente por Mike Dringenberg, con un número por Chris Bachalo y otro por Michael Zulli; el encargado del color original fue Robbie Busch, si bien años más tarde sería recoloreado por Zylonol Studios; la rotulación original va a cargo de Todd Klein, salvo por dos números a cargo de John Costanza. Como en todos los números de la serie original de The Sandman, las portadas son obra de Dave McKean.
Las primeras ediciones incluían los números del 8 al 16 de la colección regular, si bien más tarde el número 8 se trasladó al final del tomo anterior, Sandman: Preludios y nocturnos.

## Ediciones Españolas
Hasta ahora han sido cuatro editoriales que ha publicado estos cómics de Sandman:
- Ediciones Zinco : Lo publicaron en la serie regular de Sandman en los Nºs 1-9. Esta edición coge los textos y las portadas del primer recopilatorio estadounidense.
- Norma editorial : En su colección Vertigo se publicaron en tomo estos cómics de Sandman, en el Nº 174, cuya primera edición data de mayo de 2001. Este tomo tuvo 2 ediciones de las cuales la última era en cartone. La traducción es exactamente la misma que el de Ediciones Zinco.
- Planeta Deagostini : Estos cómics se publicaron en los Nºs 5-8 de la colección de Sandman, editando en cada tomo dos cómics. En esta edición la traducción es diferente a las anteriores ediciones.
- ECC Ediciones.

Editorial Televisa en su colección Vertigo, tienen publicado hasta este número en versión de luxe, con pasta dura.

## Contenido
El contenido de esta novela gráfica varía dependiendo de la editorial.
Las antiguas ediciones españolas incluían lo siguiente:[cita requerida]
- Introducción de Clive Barker, sobre su opinión de The Sandman;
- Prólogo de Neil Gaiman, sobre los acontecimientos de Sandman: Preludios y nocturnos;
- Envoi de Neil Gaiman, donde Gaiman y otros autores incluyen dedicatorias.

La edición de ECC Ediciones, por su parte, incluye:
- Introducción de Nel Gaiman, sobre los acontecimientos de Sandman: Preludios y nocturnos;
- Epílogo de Neil Gaiman, de abril de 1990, donde da sus agradecimientos;
- Dibujos y trabajos visuales de Dave McKean, Matt Wagner, Barron Storey, George Pratt, Greg Spalenka y Moebius;
- Biografías breves de Gaiman, Dringenberg, Jones III, McKean, Bachalo, Zulli, Parkhouse y Daniel Vozzo.

## Títulos
En las ediciones actuales, el número 8 aparece al final del tomo anterior, Sandman: Preludios y nocturnos, y este tomo inicia en el número 9. Cuando aparecen dos títulos en español, el primero es de la traducción original de Norma Editorial, mientras que el segundo de la traducción para ECC Ediciones.
| #  | Título                                      | Título original        | Fecha    | Guion  | Dibujo      | Tinta     | Color                            | Rotulación | Portada | Edición   | Edición  | pp. |
| #  | Título                                      | Título original        | Fecha    | Guion  | Dibujo      | Tinta     | Color                            | Rotulación | Portada | ejecutiva | asociada | pp. |
| -- | ------------------------------------------- | ---------------------- | -------- | ------ | ----------- | --------- | -------------------------------- | ---------- | ------- | --------- | -------- | --- |
| 8  | El son de sus alas El sonido de sus alas    | The Sound of her Wings | ago 1989 | Gaiman | Dringenberg | Jones III | Busch (original) Vozzo (nuevo)   | Klein      | McKean  | Berger    | Young    | 24  |
| 9  | Cuentos en la arena Historias en la arena   | Tales in the Sand      | sep 1989 | Gaiman | Dringenberg | Jones III | Busch (original) Zylonol (nuevo) | Klein      | McKean  | Berger    | Young    | 24  |
| 10 | La casa de las muñecas La casa de muñecas   | The Doll's House       | nov 1989 | Gaiman | Dringenberg | Jones III | Busch (original) Zylonol (nuevo) | Klein      | McKean  | Berger    | Young    | 24  |
| 11 | Mudanzas                                    | Moving In              | dic 1989 | Gaiman | Dringenberg | Jones III | Busch (original) Zylonol (nuevo) | Costanza   | McKean  | Berger    | Young    | 24  |
| 12 | Casa de juego Jugar a papás y mamás         | Playing House          | ene 1990 | Gaiman | Bachalo     | Jones III | Busch (original) Zylonol (nuevo) | Costanza   | McKean  | Berger    | Young    | 24  |
| 13 | Hombres de buena fortuna Hombres de fortuna | Men of God Fortune     | mar 1990 | Gaiman | Zulli       | Parkhouse | Busch (original) Zylonol (nuevo) | Klein      | McKean  | Berger    | Young    | 24  |
| 14 | Coleccionistas                              | Collectors             | mar 1990 | Gaiman | Dringenberg | Jones III | Busch (original) Zylonol (nuevo) | Klein      | McKean  | Berger    | Young    | 38  |
| 15 | Hacia la noche                              | Into the Night         | abr 1990 | Gaiman | Dringenberg | Jones III | Busch (original) Zylonol (nuevo) | Klein      | McKean  | Berger    | Young    | 24  |
| 16 | Corazones perdidos                          | Lost Hearts            | jun 1990 | Gaiman | Dringenberg | Jones III | Busch (original) Zylonol (nuevo) | Klein      | McKean  | Berger    | Peyer    | 24  |

El número 11 está dedicado a la memoria de Inell Jones (2 de agosto de 1962-23 de julio de 1989). El número 15 contó con la ayuda en el dibujo de Sam Kieth, quien figura en un agradecimiento de los créditos. En el número 16 de incluyó en los créditos a Gaiman, Kieth y Dringenberg como creadores de los personajes de The Sandman, un práctica que continuaría desde entonces en los números siguientes.